# Bellum se ipsum alet
La frase llatina bellum se ipsum alet (en català La guerra s'alimentarà ella matiexa) o bellum se ipsum alit (en català La guerra s'alimenta ella mateixa), i la seva traducció alemanya Der Krieg ernährt den Krieg descriuen l'⁣estratègia militar d'alimentar i finançar exèrcits principalment amb els recursos dels territoris ocupats. Està estretament associada amb la fam massiva en la població d'aquests territoris. La frase, encunyada per l'estadista romà Cató el Vell, s'associa principalment amb la Guerra dels Trenta Anys (1618–1648).

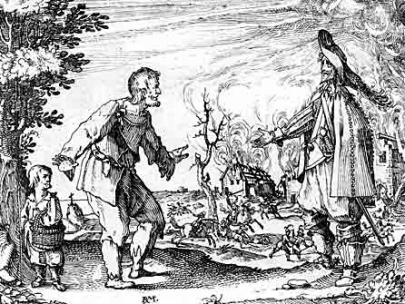
Un pagès implora clemència a un mercenari davant la seva granja en flames durant la Guerra dels Trenta Anys. Il·lustració contemporània.

## La frase

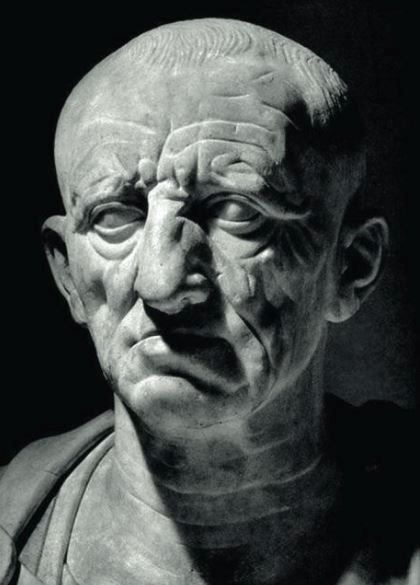
Cató va encunyar la frase l'any 195 aC

La frase bellum se ipsum alet es va esmentar per primera vegada a Ab urbe condita libri XXXIV,9,12, escrita per l'historiador romà Titus Livi (Livy) (59 aC-17 dC), que la va atribuir a Cató Marc Porci ("el Vell", 234-149 aC), un estadista de l'antiga Roma. Segons Livi, Cató va utilitzar la frase l'any 195 aC durant la conquesta d'Hispània quan es va negar a comprar subministraments addicionals per al seu exèrcit a Ibèria.
L'eslògan es va fer prominent en referència a la Guerra dels Trenta Anys. Friedrich Schiller, en el seu drama retrospectiu semihistòric Wallenstein (I/2, Els Piccolomini), fa que Johann Ludwig Hektor von Isolani, un general de l'exèrcit d'⁣Albrecht von Wallenstein, digui aquestes paraules en una conversa amb altres comandants:
|              | en alemany                                                                                | en català                                                                             |
| Illo:        | Ei was! Es war ein gutes Jahr, der Bauer kann / Schon wieder geben!                       | Oh, doncs! Ha estat un bon any, el pagès pot tornar a donar!                          |
| Questenberg: | Ja, wenn Sie von Herden / Und Weideplätzen reden, Herr Feldmarschall -                    | Sí, si parleu de ramats / i pastures, Mariscal de Camp -                              |
| Isolani:     | Der Krieg ernährt den Krieg. Gehn Bauern drauf / Ei, so gewinnt der Kaiser mehr Soldaten. | La guerra alimenta la guerra. Si els camperols moren, l'emperador guanya més soldats. |
| Questenberg: | Und wird um so viel Untertanen ärmer!                                                     | I serà més pobre en tants temes!                                                      |
| Isolani:     | Pah! Seine Untertanen sind wir alle!                                                      | Pah! Tots som els seus súbdits!                                                       |

## L'estratègia

### Guerra dels Trenta Anys
Abans de la Guerra dels Trenta Anys, les lleis del Sacre Imperi Romanogermànic preveien el finançament dels exèrcits mitjançant la recaptació d'impostos de guerra especials. Els fons necessaris per als grans exèrcits reclutats durant la guerra, però, superaven els ingressos dels respectius senyors de la guerra procedents d'aquests impostos, i els obligaven a recórrer a mesures addicionals i desfavorables, com ara l'endeutament de diners i la depreciació de la moneda. Durant el transcurs de la guerra, el principi de bellum se ipsum alet es va aplicar en dues fases: primer, els subministraments d'aliments necessaris per a l'exèrcit provenien directament del territori ocupat per aquest exèrcit. Més tard, la paga dels soldats també provenia del territori ocupat.

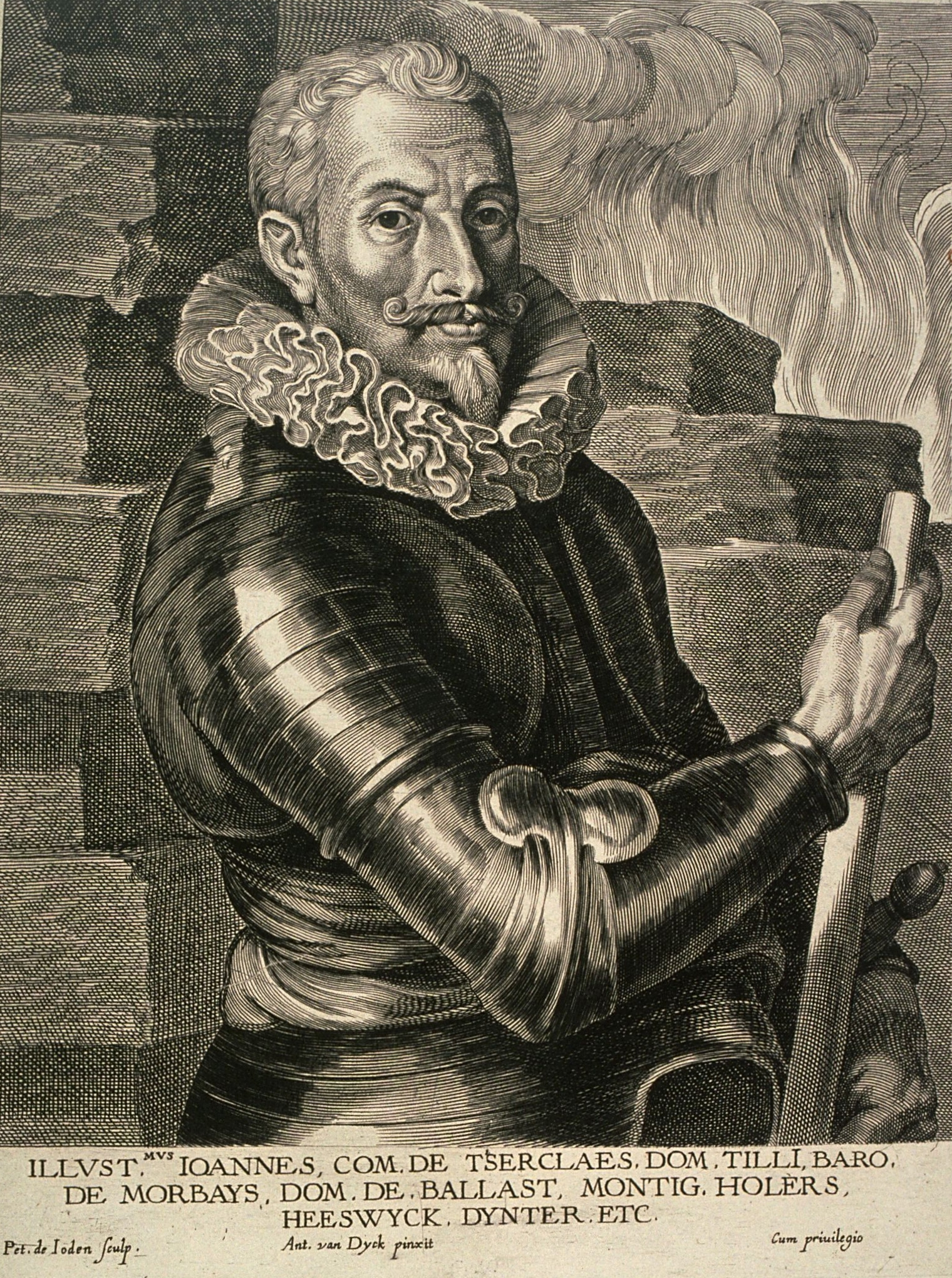
Tilly, el primer a implementar el bellum se ipsum alet en territori enemic ocupat el 1623.

El 1623, el principi va ser implementat pel Cercle de l'Alt Saxó al seu propi territori, i per Johann Tserclaes, comte de Tilly, comandant de l'exèrcit de la Lliga Catòlica, al territori enemic ocupat. El Cercle de l'Alt Saxó havia reunit un exèrcit per a la seva defensa i l'havia dispersat pel seu territori. El territori es va dividir en Kontributionsbezirke ("districtes de contribució"), cadascun dels quals havia de proporcionar certes quantitats d'aliments per als soldats, així com per als cavalls. Els soldats s'allotjaven a les cases de la gent corrent, que havia de proporcionar refugi, menjar i Servisgeld, una suma definida per permetre al soldat comprar llenya i sal.
Aquestes mesures van ser autoimposades per la noblesa del cercle, i les autoritats locals van rebre la tasca de la seva implementació. En canvi, Tilly va imposar mesures anàlogues el mateix any en un territori que acabava de conquerir, Hersfeld. Les contribucions que exigia eren excessivament elevades i es van recaptar amb mitjans militars.
El 1625, Albrecht von Wallenstein havia promès a l'emperador del Sacre Imperi Romanogermànic Ferran II que reuniria un exèrcit i el finançaria ell mateix. Ferran II va permetre a Wallenstein explotar el territori ocupat amb la condició que no es recaptessin diners per la força sense la seva aprovació. Tanmateix, aquesta condició es va descuidar, i l'exèrcit es va alimentar i pagar íntegrament amb contribucions i botí de guerra. Posteriorment, tots els exèrcits que van participar en la guerra van adaptar el principi bellum se ipsum alet.
Les contribucions dels territoris ocupats, dividits en Kontributionsbezirke, van ser recaptades per la força militar i per les autoritats locals obligades a cooperar. Els territoris afectats van quedar així arruïnats. La necessitat de manllevar diners per satisfer les demandes militars durant la Guerra dels Trenta Anys va provocar un endeutament que moltes comunitats alemanyes van suportar fins al segle XVIII.

### Segona Guerra Mundial

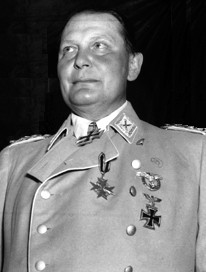
Göring va aplicar bellum se ipsum alet al territori soviètic ocupat el 1942.

Durant la Segona Guerra Mundial, l'Alemanya nazi va envair la Unió Soviètica el 1941. Els territoris conquerits no van retornar tants recursos com els nazis havien esperat, a causa dels dèficits previs de l'⁣economia planificada soviètica i les devastacions durant la conquesta. Així, el Reichsmarschall Hermann Göring va implementar restriccions a la població local per evitar que l'⁣Altreich i l'exèrcit es quedessin sense subministraments d'aliments.
Conscient de les conseqüències d'aquestes mesures, Göring va predir el setembre de 1941 "la fam més gran des de la Guerra dels Trenta Anys" a les zones ocupades. El 1942, va descriure explícitament l'estratègia nazi en aquests territoris com bellum se ipsum alet.